# .om
.om е интернет домейн от първо ниво за Оман. Администрира се от Oman Network Information Center. Представен е през 1996 г.

## Домейни от второ ниво
- ac.om
- biz.om
- co.om
- com.om
- edu.om
- gov.om
- med.om
- mil.om
- museum.om
- net.om
- org.om
- pro.om
- sch.om